# Nesapterus cognatus
Nesapterus cognatus är en skalbaggsart som beskrevs av Scott 1908. Nesapterus cognatus ingår i släktet Nesapterus och familjen glansbaggar. Inga underarter finns listade i Catalogue of Life.